# Granica mołdawsko-rumuńska
Granica mołdawsko-rumuńska – granica państwowa pomiędzy Rumunią oraz Mołdawią, istniejąca od ogłoszenia przez Mołdawię niepodległości w roku 1991. 

## Kształtowanie się granicy
Rzeka Prut była przed I wojną światową granicą Rumunii i Rosji. W czasie wojny domowej w Rosji (1917–1923) Rumunia zajęła obszar dzisiejszej Mołdawii, oprócz Naddniestrza, które zamieszkane było głównie przez Rumunów. Po podpisaniu paktu Ribbentrop-Mołotow (1939) ZSRR zażądał od Rumunii zwrotu tego terytorium. W obliczu groźby agresji militarnej Rumunia zgodziła się oddać sporne terytorium, weszło ono w skład Ukraińskiej Socjalistycznej Republiki Radzieckiej oraz Mołdawskiej Socjalistycznej Republiki Radzieckiej (MSRR). W 1991 roku MSRR ogłosiła niepodległość jako Mołdawia, nie połączyła się natomiast z Rumunią.

## Przebieg granicy
Granica ma długość 450 km i na całym odcinku przebiega korytem wypływającej z ukraińskiego terytorium rzeki Prut, aż do jej ujścia do rzeki Dunaj (rzeka graniczna).